# Сергей Цветарски
Сергей Цветанов Цветарски е български статистик, председател на НСИ.

## Биография
Сергей Цветарски е роден на 19 юни 1958 г. в град Плевен, Народна република България. Завършва магистратура по статистика в УНСС. На 26 април 2014 г. е назначен за председател на НСИ, със заповед на министър-председателя Пламен Орешарски.